# Афера Бернарда Мейдоффа
Афера Бернарда Мейдоффа — финансовая афера, организованная Бернардом Мейдоффом, в результате которой пострадало до 3 миллионов человек. Финансовые потери составили около 17,5 миллиардов долларов. Считается крупнейшей в истории. До краха компания Мейдоффа проработала больше 40 лет.

## История
Фирма Бернарда Мейдоффа начала свою работу в 1960 году. Бернард Мейдофф обладал очень хорошей репутацией: он управлял инвестиционной компанией «Fairfield Sentry», с которой сотрудничали многие организации и крупные фирмы. Считается, что мошенничеством он стал заниматься в 1970-х годах, когда он стал обещать инвесторам до 46 % годовых от игры на фондовом рынке, а в реальности он расплачивался со старыми клиентами теми средствами, которые поступали от новых клиентов.
Madoff Investment Securities считался одним из самых надёжных и прибыльных инвестиционных фондов США: он приносил инвесторам стабильно высокую прибыль — порядка 12—13 процентов годовых. Многие инвесторы были убеждены, что фирма Мейдоффа действовала успешно благодаря доступу к инсайдерской информации. Среди его клиентов были многочисленные хедж-фонды, банки, благотворительные организации, а также частные лица, в основном, знаменитости. Всего в 2008 году в распоряжении Madoff Investment Securities находилось 17 миллиардов долларов. Притоку новых клиентов не мешали опасения некоторых экспертов, которые указывали на нулевую волатильность фирмы Мейдоффа, но проверки Комиссии по ценным бумагам и биржам и аудиторов не выявляли значимых нарушений в деятельности компании. Фирма считалась одним из ведущих маркетмейкеров фондового рынка.
Считается, что афера Мейдоффа оставалась так долго не разоблачённой, потому что в конце каждого квартала он продавал почти все свои акции на сумму 11 миллиардов долларов и мог не отчитываться перед SEC. На следующий день он возвращал всё обратно. Но специалисты отвергают такую теорию, потому что иначе бы на фондовом рынке были заметны колебания. Аудитором Мейдоффа был один-единственный сотрудник.

## Разоблачение
10 декабря 2008 года Мейдофф, как утверждают, сказал своим сыновьям, Эндрю и Марку, что его бизнес — «одна сплошная большая ложь» по схеме Понци. Сыновья передали эту информацию властям. На следующий день Федеральное бюро расследований арестовало Мейдоффа, ещё через 5 дней его счета были заморожены.
Оказалось, что Madoff Securities не занимался инвестициями доверенных ему средств по меньшей мере в течение последних 13 лет. Под влиянием обострения мирового финансового кризиса в ноябре — декабре 2008 года несколько крупных инвесторов обратились к Мейдоффу с просьбой возвратить вложенные средства или иное имущество на общую сумму в 7 млрд долл., но Мейдоффу нечем было платить — пирамида рухнула.
Задолженность компании составляет примерно 50 миллиардов долларов США. Часть инвесторов, журналистов и экономистов сомневается, что Мейдофф смог провернуть это дело в одиночку, и настаивают на поиске пособников. Власти США полагают, что фонд Мейдоффа не совершил ни одной сделки на бирже за всё время своего существования, так как они не смогли найти в базе данных сведений ни об одной из сделок, указанных в отчётности фонда.
12 марта 2009 года Мейдофф дал признательные показания по всем 11 пунктам обвинения, среди которых: отмывание денег, лжесвидетельство и мошенничество.
29 июня 2009 года судья окружного суда Манхэттена Денни Чин приговорил Бернарда Мейдоффа к 150 годам лишения свободы за организацию крупнейшей в истории финансовой пирамиды, замаскированной под инвестиционный фонд.
Имущество супруги Бернарда Мейдоффа также было конфисковано. Некоторые ответственные сотрудники компании Мейдоффа также стали преследоваться согласно уголовному законодательству США, среди них — председатель совета директоров Морис Кон и аудитор Дэвид Фрилинг.

## Последствия
В результате крушения финансовой пирамиды пострадали крупные и средние банки, финансово-инвестиционные компании, страховые и благотворительные фонды США, Франции, Испании, Италии, Нидерландов, Швейцарии. Убытки наиболее известных из них составляют:
- Хедж-фонд «Fairfield Sentry Ltd» — 7,3 миллиарда долларов
- «Kingate Global Fund Ltd» — 2,8 млрд
- «Tremont Holdings Inc’s Rye Investment Management» — около 3 млрд
- Банковская группа «Banco Santander» (Испания) — 3,1 млрд
- Банк HSBC — 1 млрд
- «Royal Bank of Scotland» — 600 млн
- Банк «BNP Paribas» (Франция) — 460 млн
- Бостонский благотворительный фонд «Robert I. Lappin Charitable Foundation» — банкрот
- Банк Южной Кореи — 63 млн.

Ирвинг Пикард, который является конкурсным управляющим фонда Bernard L. Madoff Investment Securities LLC, смог вернуть вкладчикам 14,2 миллиарда долларов, что составляет около 80 % всех потерянных ими средств. Ещё 3,2 миллиарда долларов были переведены в другие страны. Финансовые организации, на счетах которых находятся оставшиеся деньги, заявляют, что у Ирвинга Пикарда нет прав на них. По этому делу должно состояться слушание в Верховном суде США, но пока точная дата не известна[обновить данные].
Пикард и другие специалисты рассмотрели 16 519 заявлений жертв, которые были поданы и дали ход 2560 из них. Отклонены были заявления тех инвесторов, которые вкладывали деньги не самостоятельно, а через фонды или управляющих. 2700 заявителям было отказано в рассмотрении заявлений, так как они получили от Мэдоффа больше прибыли, чем изначально отнесли ему. Верховный суд США отклонил петиции, в которых предлагалось считать потерей помимо инвестированных средств — потенциальный доход.

### Случаи самоубийств

#### Рене-Тьерри Магон де ля Виллюше
Рене-Тьерри Магон де ля Виллюше, один из основателей хедж-фонда Access International Advisors, был найден мёртвым в офисе своей компании в Нью-Йорке 23 декабря 2008 года. Его левое запястье было разрезано, в крови были обнаружены следы снотворного, что свидетельствует в пользу версии о самоубийстве.
Де ля Виллюше был французским аристократом. Хотя на месте происшествия не было обнаружено предсмертной записки, вскоре после смерти брат покойного, Бертран, живший во Франции, получил записку, в которой Рене-Тьерри выразил сожаление о произошедшем и чувство ответственности за потерю денег своих инвесторов. ФБР и SEC отвергали версию о том, что де ля Виллюше был соучастником мошенничества. Гарри Маркополос утверждал, что он встречался с де ля Виллюше за несколько лет до произошедшего и предупредил его, что Мейдофф может действовать противозаконно. В 2002 году Access инвестировала около 45 % из 1,2 млрд долларов активов фирмы под управлением Мейдоффа. К 2008 году Access вложила уже 3 млрд долларов и увеличила свою долю средств, вложенных в компанию, примерно до 75 %. Де ля Виллюше также вложил всё своё состояние и 20 % от состояния своего брата Бертрана в Мейдоффа. Бертран сказал, что Рене-Тьерри не знал Мейдоффа лично, но поддерживал с ним связь через партнёра Рене-Тьерри в AIA, французского банкира Патрика Литтайе.

#### Уильям Фокстон
10 февраля 2009 года 65-летний Уильям Фокстон, отставной военнослужащий британской армии, кавалер ордена Британской империи, застрелился в парке в Саутгемптоне, Англия, потеряв все сбережения своей семьи. Он вложил средства в Herald USA Fund и Herald Luxembourg Fund, фонды-доноры для компании Мейдоффа.

#### Марк Мейдофф
Старший сын Мейдоффа, Марк Мейдофф, был найден мёртвым 11 декабря 2010 года, через два года после того, как он сдал своего отца полиции. Он был найден повешенным на собачьем поводке в своей нью-йоркской квартире. Предположительно это был суицид, хотя власти заявили, что он не оставил предсмертной записки.
После того, как разразился скандал, Марк безуспешно искал работу на Уолл-стрит, и, как сообщалось, находился в подавленном состоянии из-за возможных обвинений в совершении уголовного преступления.
Против Марка и других членов семьи Мейдоффов был выдвинут иск. Они обвинялись в том, что незаконным образом заработали десятки миллионов долларов с помощью «фиктивных и неправомерно оформленных транзакций» и ложно задокументированных займов для покупки недвижимости, которые не были погашены. Сторона обвинения утверждала, что Марк был в состоянии признать мошенничество фирмы своего отца, поскольку Марк был его содиректором по торговле и был назначенным руководителем фирмы в отсутствие своего отца, а также обладал несколькими лицензиями на работу с ценными бумагами. Однако он работал в подразделении, не связанном с мошенничеством Мейдоффа, и против него не было выдвинуто никаких обвинений.

#### Чарльз Мёрфи
Чарльз Мёрфи, руководитель хедж-фонда Fairfield Greenwich Group, который инвестировал в Мейдоффа более 7 млрд долларов, в том числе около 50 млн долларов своего личного состояния, выпрыгнул с 24-го этажа отеля Sofitel New York Hotel 27 марта 2017 года.